# 박재만
박재만(朴在萬, 1963년 4월 4일 ~ )은 대한민국 경기도의회 의원이다.

## 학력
- 의정부고등학교 졸업
- 경희대학교 체육학 학사
- 대진대학교 법무행정대학원 행정학 석사

## 경력
- 제10대 양주청년회의소 회장
- 양주시 무상 학교급식 추진운동 본부 대표
- 양주시 축구연합회 회장
- 민주당 양주 동두천 당원협의회 사무국장
- 제13대 국회 이덕호 의원실 비서
- 제17대 국회 정성호 의원실 정책보좌관
- 2016.04 ~ 2018.06: 제9대 경기도의회 의원
- 2018.07 ~ 2022.04: 제10대 경기도의회 의원
  - 2018.07 ~ 2020.06: 제10대 경기도의회 전반기 도시환경위원회 위원장

## 역대 선거 결과
|  | 32.74% |

|  | 53.30% |

|  | 66.01% |